# Leptotrichus kosswigi
Leptotrichus kosswigi là một loài chân đều trong họ Porcellionidae. Loài này được Strouhal miêu tả khoa học năm 1960.